# Entomobrya dorsalis
Entomobrya dorsalis is een springstaartensoort uit de familie van de Entomobryidae. De wetenschappelijke naam van de soort is voor het eerst geldig gepubliceerd in 1891 door Uzel.